# Soldado Desconocido (DC Comics)
El Soldado Desconocido es un personaje militar ficticio publicado y creado por la editorial DC Comics. El personaje fue creado por Robert Kanigher y Joe Kubert, apareciendo por primera vez en Nuestro Our Army at War #168 (junio de 1966).

## Historia sobre su publicación
La primera aparición del Soldado Desconocido fue en las páginas de la historieta en Our Army at War #168, apareciendo en una historia del Sgto. Rock: "Yo sabía del Soldado Desconocido", escrito por Kanigher y dibujado por Kubert. Kubert, quienes también editaron como dupla la línea de historietas bélicas de DC Comics en ese momento, decidió que el personaje era lo suficientemente interesante como para ser presentado en su propia serie, que comenzaría algunos años más tarde en Star Spangled War Stories, presentado en esta serie desde el #151 (junio-julio 1970) hasta el # 204 (febrero de 1977). Con el tiempo, la historieta Star Spangled War Stories se dedicar+ia directamente con las publicaciones del Soldado Desconocido. El #205 (mayo de 1977), el libro cambió su título a El Soldado Desconocido, continuando la numeración y funcionando durante otros 64 números, terminando en el #268 (octubre de 1982).
La serie originalmente tenía lugar durante la Segunda Guerra Mundial, y centrada en las misiones de un agente de inteligencia de los Estados Unidos cuyo nombre clave es "El Soldado Desconocido", cuya cabeza y cara son tan desfiguradas que lo hicieron irreconocible por lo que tuvo la obligación de vendarse así mismo. A pesar de esto, este hecho se convirtió en una ventaja, ya que él es un maestro del disfraz que puede asumir cualquier identidad de casi cualquier hombre usando máscaras de látex y maquillaje. Sin embargo, sus disfraces ocasionalmente le producen cosquilleo donde se encuentra con la cicatriz del tejido de su rostro, lo que le obligó a ser consciente de no delatarse por dicha picazón. Él también es propenso a la pérdida de sus estribos ante las atrocidades enemigas y se nunca se le ha visto a mostrar su rostro producto de dichas atrocidades.
El personaje lleva el nombre de la famosa denominación Tumba del soldado desconocido (es el nombre que reciben los monumentos erigidos por las naciones para honrar a los soldados que murieron en tiempo de guerra sin haber podido ser identificados), y que en este caso se refiere al Cementerio Nacional de Arlington, Virginia (que de vez en cuando hace apariciones en la serie). El personaje del soldado desconocido es un símbolo que recuerda y representa a los soldados anónimos que han luchado a lo largo de las guerras de los Estados Unidos; como se afirma en su primer relato ofrecido "They Came From Shangri-La!" (Una historia ofrecida en el Star Spangled War Stories #151, junio-julio de 1970), en la que se refieren como el "hombre que no conoce a nadie pero es conocido por todo el mundo" Otro apodo que el personaje utiliza en la serie es "El inmortal G.I."
Otros escritores que han contribuido a las historias del desarrollo de las aventuras del personaje original se encuentran: Bob Haney, Frank Robbins, Archie Goodwin y David Michelinie. Entre los destacados artistas de la serie se encuentran: Dick Ayers, Doug Wildey, Dan Spiegle, Jack Sparling y Gerry Talaoc. Una historia especial de antología reúne una historia especial al lado de "As Enemigo" escrito por Robert Kanigher y John Severin, y "Capitán Miedo", de David Michelinie y Walt Simonson.
La segunda serie, también titulada El Soldado Dsconocido, una miniserie de 12 partes publicada entre 1988 y 1989, escrita por Jim Owsley y dibujado por Phil Gascoine. Resultó ser una serie escogida por los fanes por alta votación como una de las series recopiladas con mayor acogimientosegún la Guía de Compradores de Historietas que haya ganado el premio como la mejor serie favorita de los fanes del personaje, esta serie limitada publicada entre 1988 y 1989 Sin embargo, mostraba su propia versión del soldado es muy radicalmente diferente de las historietas originales, con un soldado siendo literalmente inmortal y más cínico sobre sus ideales acerca de los Estados Unidos que el personaje que tenía su ideal patriótico más arraigado que el de la serie original. Como resultado, la continuidad "oficial" del personaje no quedó clara.
En 1997, el editor Garth Ennis escribió otra historieta limitada de 4 números sobre el Soldado Desconocido, bajo el sello Vertigo, con el arte de Kilian Plunkett. Esta historia trata una representación mucho más oscura sobre el soldado, la historia relata al personaje como los agentes de la CIA tratan de rastrear sus actividades posteriores a la guerra del Soldado Desconocido ya que están en busca de un reemplazo para él. En esta historia parecía ignorar los hechos ocurridos en la miniserie de 1988 a 1989, y se recopiló en una historieta de formato comercial rústico en 1998.
Una colección recopilatoria de "DC Showcase" a blanco y negro de formato comercial rústico, denominada El Soldado Desconocido Vol. 1, es una reimpresión de sus aventuras entre 1970 y 1975, y fue publicada en 2006 .
Otra serie sobre el Soldado Desconocido una vez más bajo el sello Vertigo, situó al personaje en una misión en Uganda, escrita por Joshua Dysart, y el arte de Alberto Ponticelli. Fue publicada en octubre de 2008. En 2009 esta carrera fue nominado a un Eisner a la "Mejor Nueva Serie del Año".
Un personaje similar en apariencia al Soldado Desconocido original, aparentemente surge de su tumba del Soldado Desconocido en los acontecimientos de la Blackest Night en el #3 y se le ve de nuevo en el #4 luchando contra la Mujer Maravilla.

## Biografía ficticia del personaje: Pre Crisis y Post Crisis
En Star Spangled War Stories #153, debuta un soldado llamado Eddie Ray. Su número de placa militar de serie es #32891681, apareciendo entre las páginas 5 y 6 de la historieta. Aunque no se confirmó como la identidad del Soldado Desconocido, se hace fuertemente las insinuaciones del porque su cara nunca se muestra. Otra posibilidad es que la identidad del Soldado Desconocido refiere al lector; porque ninguno de los personajes sabe cuál es el nombre de quien está leyendo la historieta, salvo que sea el propio lector. La historia sobre el origen del personaje es contada en Star Spangled War Stories #154 (diciembre-enero 1970-1971) revela que el Soldado Desconocido es un joven no identificado que se unió al ejército de los Estados Unidos junto a su hermano menor Harry dos meses antes del ataque japonés a Pearl Harbor. Asignado al regimiento con base en las Filipinas tan pronto como la Guerra del Pacífico se desata, él y Harry están presentes cuando tiene lugar el avance japonés sobre las islas. En su trinchera, Harry le dice a su hermano que no pierda la esperanza a pesar de que son superados en número, ya que "un hombre puede afectar el resultado de toda una guerra! Un solo hombre en el lugar correcto... y en el momento adecuado..."
Posteriormente, ambos son mostrados luchando contra una oleada tras otra de soldados invasores japoneses cuando una granada de mano cae cerca de su trinchera. Harry se arroja sobre la granada y este mure en el acto, pero la explosión también lesiona la cara del soldado sin nombre. Con mucha ira, el soldado vence al pelotón japonés restante sin ayuda de nadie, pero su cara ha sido borrada por la granada y los médicos son incapaces de restaurarle el rostro. Posteriormente rechazaría una Medalla de Honor por sus acciones, el soldado, cree que su hermano no debió estar en su lugar y que el debió ser el voluntario para luchar la batalla ya que Harry le dijo con sus palabras "que un hombre debe estar en el lugar correcto". Su identidad anterior es borrada y se somete a un entrenamiento intensivo para convertirse en un agente de inteligencia con el nombre clave de "El Soldado Desconocido".
La serie no tiene lugar de forma lineal, sino que tiene historias individuales dispersas en todos los años de la guerra y en varios escenarios. En el transcurso de la serie, el Soldado Desconocido también acumula un gran elenco de apoyo, incluyendo al sargento Chat Noir, un soldado afroamericano y exmiembro líder de la Resistencia francesa, a quien el soldado encuentra por primera vez unos días antes del Día D. El soldado también de vez en cuando utilizaría los servicios de un informante conocido solo como Sparrow, que trabajaba detrás de las líneas enemigas.

### Historia final: Post-Crisis
El último número de la primera serie, El Soldado Desconocido #268, "A Farewell to War" relata que durante la Batalla de Berlín, el Soldado Desconocido es enviado en una misión para detener una super arma nazi, un pulpo vampírico llamado "Nosferatu". Durante el curso de su aventura tanto Sparrow y Chat Noir mueren. El 29 de abril de 1945, el soldado se infiltra en el bunker de Adolf Hitler, causándole la muerte y asumiendo la identidad del dictador para suspender el despliegue de la super-arma. A continuación, muestra su mirada ante el cadáver de Hitler al simular el suicidio para la gente asumiera que Hitler tomó el camino del cobarde. Como el soldado tiene que hacer su camino rumbo hacia las líneas aliadas, salva la vida de una chica civil de una explosión de una bomba, sacrificando su propia vida. Sin embargo, en el último panel, que tendría lugar el 7 de mayo de 1945, después de la rendición de la ciudad, muestra a un sargento estadounidense sargento rascándose la cara en forma distintiva al soldado, lo que sugiere que posiblemente haya sobrevivido.
En el número de la historieta DC Comics Presenta #42 (febrero de 1982), "El fantasma de la guerra!", El alter-ego de Superman como Clark Kent, recibe una misteriosa nota de un soldado no identificado que le lleva a descubrir un plan de un oficial del ejército renegado que quiere causar un holocausto nuclear. En todo momento, Superman es ayudado en sus momentos clave por el soldado misterioso, a quien más tarde cree que podría ser el legendario G.I. inmortal. Sin embargo, el misterio prevalece si este fue el Soldado Desconocido, si sigue vivo o fue un fantasma. Al final de la historia, Kent visita la Tumba del Soldado Desconocido, mientras que un jardinero en el fondo se ve rascarse la cara mientras como el soldado solía hacer.
En Swamp Thing #82 (enero de 1989), "Hermanos en Armas Parte Dos", se revela que el soldado aparentemente que si sobrevivió a la Segunda Guerra Mundial, pero su existencia continuada se mantiene alto secreto, después de haber sido declarado oficialmente muerto por sus superiores.

### La Noche Más Oscura
Durante los acontecimientos de la La Noche Más Oscura, el soldado es mostrado como uno de los Black Lanterns, atacando su tumba en Washington, proclamando "Tengo un nombre". Este Soldado Desconocido aparece en el Cementerio Nacional de Arlington, junto al Black Lantern Maxwell Lord atacando a la Mujer Maravilla. La Mujer Maravilla usa su lazo para detener al Soldado Desconocido, a Max y demás soldados al reducirlos cenizas; Sin embargo, antes de irse, el polvo comienza a regenerarse.
En la miniserie especial limitada "Snapshot: Recuerdo" historia retrospectiva del Universo DC,  Universo DC: Legados #4, establecida en una reunión el 4 de julio de 1976, se da a entender que el Soldado Desconocido si sobrevivió a la guerra, cuando un camarero que se encuentra en la reunión se desvanece dejando detrás una máscara. Los otros asistentes son Jeb Stuart del Tanque Embrujado , Los Perdedores, Gravedigger y Mademoiselle Marie.

## El Segundo Soldado Desconocido:Vertigo
El Soldado Desconocido de Vertigo fue re-imaginado por el escritor Joshua Dysart en 2008, como la versión madura que sería publicado en el sello de DC Comics,  Vertigo . Esta nueva versión es trasladada a una aventura en África , en el cual, el trasfondo de la historia describe al personaje que se unió en una misión como guerrillero denominado la Insurgencia del Ejército de Resistencia del Señor en Uganda en 2002. La serie cuenta con la obra artística de Alberto Ponticelli, Pat Masioni, Oscar Celestini, José Villarrubia y Dave Johnson y el rotulado de Clem Robins.

### Biografía del segundo personaje
El Dr. Moses Lwanga es un despistado filantrópo médico. Nacido en Uganda, su familia huyó a los Estados Unidos cuando él era niño, escapando de la dictadura de Idi Amin. Declarado pacifista, Moses sobresalió académicamente en Estados Unidos, llegando a ser doctor en medicina. En el año 2000, Moses regresó a Uganda para trabajar con las personas desfavorecidas de su país natal. Allí conoció a su esposa, Sera, médica cristiana que trabaja para las personas de la ciudad de Buganda. Moses y Sera trabajan juntos para ayudar a la etnia Acholi del norte de Uganda, que son refugiados atrapados en el medio la guerra civil que lleva a cabo la Insurgencia del Ejército de Resistencia del Señor con la etnia de los Acholi. Durante la conclusión de la serie, se revela que Moses Lwanga es de hecho un reemplazo del Soldado Desconocido original, mencionando que el Soldado Desconocido es algo más que una figura, que es la misma cara de la violencia y el conflicto, y que debe tirar la moral y la conciencia en favor de convertirse en una fuerza más, y que el propio ser humano debe luchar porque la guerra es una realidad eterna.
Moses es constantemente atormentado por sueños que él tiene donde se muestra matando a gente a su alrededor, de manera fácil y brutal, incluyendo a su propia esposa. Perturbado por estas pesadillas, la violencia que rodea el hospital de campaña y su tratamiento de diversas lesiones causadas por los enfrentamientos de los constantes tiroteos deteriora cada vez más su propia moral. A medida que la serie avanza, Moses sigue luchando por hacer lo que es correcto, aunque sus dos personalidades luchan constantemente. Mientras que él quiere hacer el bien y proteger a los inocentes de aquellos que buscan explotar y dañar aquellos, no puede reprimir sus pensamientos más violentos al ver lo bajo que la humanidad puede caer.
En el último número, Lwanga se infiltra en el campamento de Joseph Kony, con la intención de matarlo de una vez por todas. Se las arregla para plantar su cuchillo en el ojo de Kony, causándole la muerte, y todos sus subordinados y esposas celebran a su fallecimiento. Aparece Sera, diciendo Lwanga que ya no importa quién es, y que ella siempre lo amó, y a sus dos lados; sin embargo, esta visión agradable es un sueño, y se demuestra que Moses en realidad ha sido asesinado, de un disparo en la cabeza por un niño soldado, con una sonrisa en el rostro en su sueño. En una conclusión simbólica de su arco sobre su concepción de la moral, resulta que él no mató a una sola persona en el campamento Kony, en su lugar, hábilmente está incapacitado y confundiendo la guarnición de los niños soldados, y carga por delante una bienaventuranza pacifista final. Después, se vuelve a casar Sera por un musulmán periodista varios años más tarde, los dos tienen varios hijos y viven como una familia. La historia luego muestra a Tumbura, Sudán en 2010, donde varios niños soldados se preparan para el combate. Uno de los niños envuelve su rostro con vendas como el nuevo Soldado Desconocido.

### Historia sobre su publicación enVertigo
La serie comenzó en octubre de 2008, y fue planeada como serie mensual. Sin embargo, desde el 22 de mayo de 2010, la serie se canceló debido a la falta de acogencia de lectores. La serie estaría programada parapublicar otros cinco números, que olbigó a la serie terminase en 25 números, que abarcaría un plazo de dos años. Joshua Dysart dijo esto antes de su cancelación:

""El suceso es, literalmente, Desde que Rich Johnson publicó la noticia de que el "Soldado Desconocido" terminaría en el #25 me han inundado con... amorosos correos electrónicos de parte de los lectores Esa efusión.. de afecto y elogio ha sido increíble. Gracias. La historieta puede no haber movido los "suficiente" de... que la pudiese mantener con vida, pero he movido suficiente de ustedes para mí. Gracias. Les prometo que la serie terminará en un manera impresionante, natural, y que cuando... lean los oficios, se sentirán como siempre debió concluir de esta manera. me he estado preparando para esta cancelación por un tiempo y tengo... tenía mucho tiempo para anunciar lo que dejamos a un lado. En realidad, de verdad, me gusta mucho la forma como la serie concluye y como sentir que de como debe terminar... De esta manera. Sigue leyendo! Otras cinco historias!"

### Ediciones recopilatorias
La serie ha sido recopilada en una serie de historietas comerciales de bolsillo:
- Haunted House Recolecta números #1-6; Publicado: agosto de 2009
- Easy Kill Recolecta números #7-14; Publicado: 17 de marzo de 2010
- Dry Season Recolecta números #15-20; Publicado: 11 de noviembre de 2010
- Beautiful World Recolecta números #21-25; Publicado: 25 de mayo de 2011

## El Tercer soldado desconocido:Los Nuevos 52
Reintroducido también en la continuidad de los nuevos 52, en la serie G.I. Combat, escrito por Justin Gray y Jimmy Palmiotti se encuentra en una misión en Afganistán y está luchando por los estadounidenses. Después de la cancelación de G.I. Combat en 2012, El Soldado Desconocido aparecería como nuevo integrante del Escuadrón Suicida, asignado por Amanda Waller como nuevo líder del equipo, Esta versión del soldado reclutado por Amanda Waller (que en secreto era al comienzo el supervillano reformado The Thinker que usaba un holograma) pasaría a ser el nuevo líder de un equipo de una nueva encarnación del Escuadrón Suicida. Este equipo estaba formado por Steel (John Henry irons), Warrant y Power Girl (Karen Starr). La misión de este equipo era extraer a OMAC (Kevin Kho) de una instalación ubicada en las Montañas Rocosas. Mientras intentaban capturar a OMAC, el Soldado Desconocido y su equipo se encontraron con el verdadero Escuadrón Suicida que no estaban dispuestos a ser reemplazarlos. Luego de este enfrentamiento, Amanda Waller envía de regreso ambos equipos, y reformando al equipo con el liderazgo del Soldado Desconocido.

## Legado
El personaje tiene varias características que se utilizaron en el personaje conocido como Darkman.